# Nowy Tomyśl (gmina)
Nowy Tomyśl est une gmina mixte du powiat de Nowy Tomyśl, Grande-Pologne, dans le centre-ouest de la Pologne. Son siège est la ville de Nowy Tomyśl, qui se situe environ 55 km à l'ouest de la capitale régionale Poznań.
La gmina couvre une superficie de 185,89 km2 pour une population de 24 237 habitants.

## Géographie

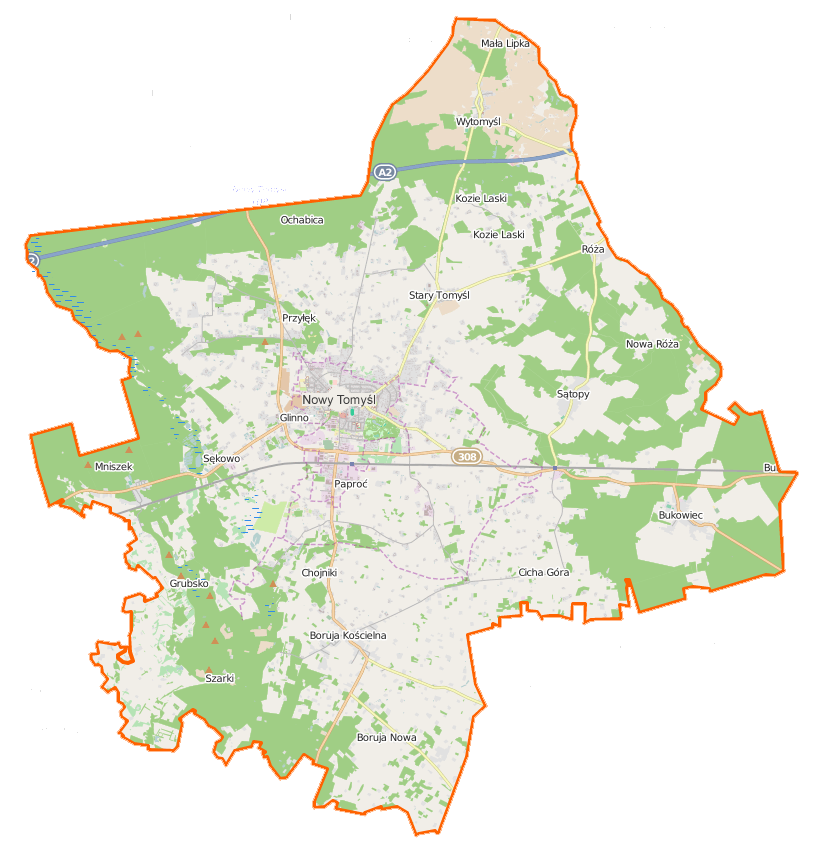
Plan de la gmina.

Outre la ville de Nowy Tomyśl, la gmina inclut les villages de:
- Boruja Kościelna
- Boruja Nowa
- Bukowiec
- Chojniki
- Cicha Góra
- Glinno
- Grubsko
- Jastrzębsko Stare
- Kozie Laski
- Nowa Róża
- Paproć
- Przyłęk
- Róża
- Sątopy
- Sękowo
- Stary Tomyśl
- Szarki
- Wytomyśl

### Gminy voisines
La gmina de Nowy Tomyśl est bordée des gminy de :
- Grodzisk Wielkopolski
- Kuślin
- Lwówek
- Miedzichowo
- Opalenica
- Rakoniewice
- Siedlec
- Zbąszyń

## Structure du terrain
D'après les données de 2002, la superficie de la commune de Nowy Tomyśl est de 185,89 km², répartis comme tel :
- terres agricoles : 57%
- forêts : 33%

La commune représente 18,37% de la superficie du powiat.

## Démographie
Données du 30 juin 2004 :
| Description        | Total  | Total | Femmes | Femmes | Hommes | Hommes |
| ------------------ | ------ | ----- | ------ | ------ | ------ | ------ |
| Unité              | Nombre | %     | Nombre | %      | Nombre | %      |
| population         | 24 033 | 100   | 12 486 | 52     | 11 547 | 48     |
| Densité (hab./km²) | 129,3  | 129,3 | 67,2   | 67,2   | 62,1   | 62,1   |